# 아리랑 (스마트폰)
아리랑은 조선민주주의인민공화국에서 출시된 첫 스마트폰이다. 코드네임은 아리랑이다.

## 개요
북한에서 나오는 첫 스마트폰으로 북한에서 한정으로 출시되어 판매되고 있었다. 운영 체제는 구글의 인증 없이 구글 안드로이드를 탑재하였으며, 자체 앱스토어는 없다. 어플리케이션의 경우 오픈 마켓에서 구입을 하여 설치를 해야만 한다.

## 이모저모
김정은이 스마트폰을 생산하는 공장을 사찰했으며, 사용자들의 편의를 최대한 도모하면서도 보안성이 철저히 담보된 응용 프로그램을 조선식으로 개발한 데 대하여 평가했다"고 하면서 '보기에 좋고 가벼우면서 통화와 학습에 필요한 여러 기능이 설치돼 사용하기에 편리하다'고 하며 '장착된 카메라의 화소수가 높아 우리 인민이 사용하기에 그만일 것'이라고 호평을 했다고 한다.
외관이 북한에서 설계한 것이 아닌 기존 중국 스마트폰을 가져온 것이라는 주장이 제기되었으며, 내부 사양의 경우 화웨이제라는 주장이 제기되었다. 확인 결과 중국의'유니스코프'(Uniscope)라는 'U1201'이라는 스마트폰을 기반으로 했다고 알려졌다.

## 아리랑 121 데이터 서비스
조선민주주의인민공화국은 아리랑 121 스마트폰에 광명망을 기반으로 데이터 서비스를 시작하여 조선중앙통신사와 로동신문 서비스를 시작하였고 류경 오락장 사이트를 이용하여 온라인 게임의 이용도 가능하다.
오픈 마켓을 이용하여 150여개의 온라인 게임과 혹은 체제 선전용 도서 등도 구입이 가능하고 조선민주주의인민공화국판 멀티미디어 메시지 서비스를 이용할 수 있다.
사진 전송과 동영상 전송도 가능하며 온라인 게임도 블루투스로 공유가 가능하다고 알려졌다.

## 기타
- 기본 게임에 앵그리버드 개조게임인 '고무총 쏘기'가 탑재되었다.
- 자매품으로 평양타치가 출시되었다. 그리고 태블릿 컴퓨터인 삼지연이 출시되었다.
- 아리랑 성능 출처

## 같이 보기
- 판형 콤퓨터 삼지연